# Altarstein (Dippoldiswalde)

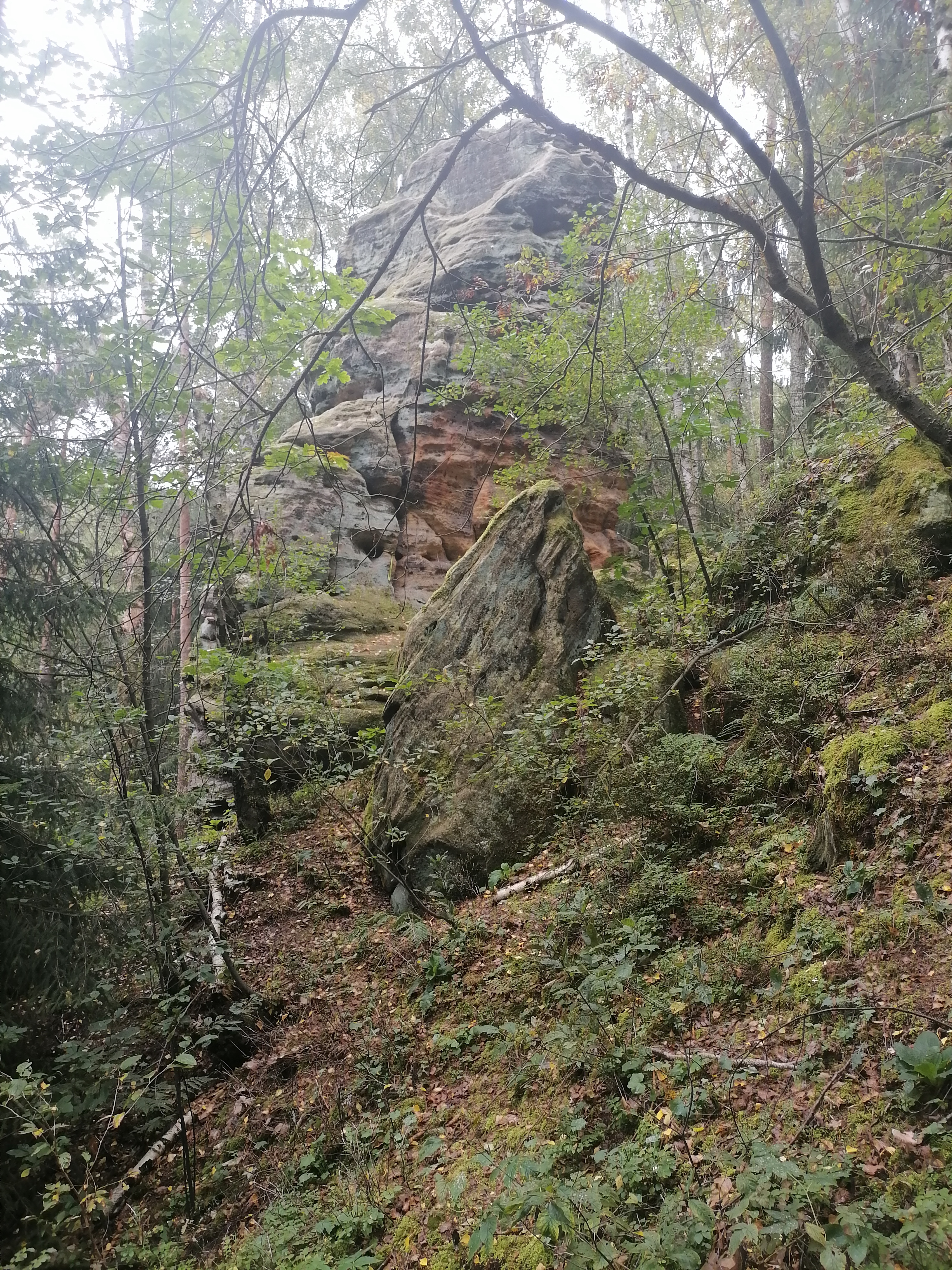
Der Altar

Der Altarstein  (auch Eras) ist ein markanter, etwa 11,30 Meter hoher Felsturm und Klettergipfel im Osterzgebirge. Er befindet sich talseitig am oberen Rand des Steinbergs neben der Erashöhe zwischen Seifersdorf und Paulshain in der Paulsdorfer Heide.

## Namensgebung
Auf einer Postkarte um 1900 von der naheliegenden Ortschaft Seifersdorf wird der Felsen benannt, abgebildet, wahrscheinlich entstand die Namensgebung durch den zu dieser Zeit aufstrebenden Kurort Seifersdorf und Dresdner Bürger, die hier kurierten. Bei einer im Jahre 1912 stattgefundenen Wanderung der Turnerschaft des Vereins Volkswohl Dresden hatte diese den Gipfel als Vereinsgipfel erkoren, welcher Verein sich fortan Touristenclub Eras 1911 umbenannte und diesen als Erasfelsen widmete, im selbigen Jahr wurde das angebrachte Gipfelbuch entwendet, auf Nachforschungen des Vereins beim Sächsischen Bergsteigerbund stellte sich heraus, dass der Gipfel bereits als Altarstein gewidmet war, so wurde der Verein im Dezember 1913 in Kletterklub Kanzeltürmer 1911 umbenannt.

## Klettersportliche Bedeutung
Der Altarstein steht zwar unter besonderem Schutz, darf jedoch als Kletterfelsen genutzt werden, auch befindet sich hier ein Gipfelbuch. Der Alte Weg ist nach der sächsischen Schwierigkeitsskala mit II eingestuft.